# Озерки (Пильнинский район)
Озерки — село в Пильнинском районе Нижегородской области России. Входит в состав Языковского сельсовета.

## География
Село находится на юго-востоке Нижегородской области, в пределах восточной части Приволжской возвышенности, в зоне хвойно-широколиственных лесов, на берегах реки Светлый Ключ, к северу от автодороги 22К-0080, на расстоянии приблизительно 20 километров (по прямой) к юго-востоку от Пильны, административного центра района. Абсолютная высота — 76 метров над уровнем моря.
Климат
Климат характеризуется как умеренно континентальный, умеренно влажный, с относительно тёплым летом и холодной малоснежной зимой. Среднегодовая температура — 3,4 °C. Средняя температура воздуха самого тёплого месяца (июля) — 18,8 °C (абсолютный максимум — 36 °C); самого холодного (января) — −12,4 °C (абсолютный минимум — −44 °C). Среднегодовое количество атмосферных осадков составляет 500—550 мм.
Часовой пояс
Село Озерки, как и вся Нижегородская область, находится в часовой зоне МСК (московское время). Смещение применяемого времени относительно UTC составляет +3:00.

## Население
| 2002 | 2010 |
| ---- | ---- |
| 361  | ↘292 |

Национальный состав
Согласно результатам переписи 2002 года, в национальной структуре населения русские составляли 78 %.